# Carlos Pinhão
Carlos Pinhão ComM (Lisboa, 4 de Maio de 1924 — 15 de Janeiro de 1993) foi um jornalista e escritor português.

## Biografia
Frequentou, até ao terceiro ano do curso, a Faculdade de Direito da Universidade de Lisboa, enveredando depois pela carreira de jornalista. Estreou-se em 1944, no jornal Sports, que viria a dar origem ao Mundo Desportivo. Onze anos depois tornou-se redactor de A Bola, onde permaneceu até morrer. Foi ainda correspondente no nosso país de vários jornais desportivos de Espanha (A Marca), França (France Soir) e ainda o Les Sprorts, da Bélgica. Foi ainda colunista noutros títulos da imprensa regional e nacional, salientando as crónicas no jornal Público. É pai da também jornalista Leonor Pinhão.
O escritor tem duas grandes paixões, são elas o desporto e a cidade de Lisboa. O autor escreveu obras bastante diversas uma vez que publicou livros de humor, poesia, literatura infantil e crónicas, destacando-se sobretudo nas suas crónicas e na Literatura Infantil.
O seu primeiro livro para crianças Bichos de Abril, foi publicado em 1975 e teve um sucesso imediato. Posteriormente publicou Gaivotas Com Óculos em 1979, O Professor do Pijama Azul em 1981, O Coelho Atleta e a sua Escola de Desporto em 1983, Abril Futebol Clube que foi o último livro publicado com o autor vivo, em 1991, ainda foi publicada uma edição póstuma do livro intitulado João Campeão em 1994. O autor publicou mais de uma dezena de livros para crianças, dando sempre às suas histórias ritmo e fantasia. O desporto também esteve presente nos seus livros infantis como por exemplo em O Coelho Atleta e a sua Escola de Desporto e em Abril Futebol Clube, projectando ainda uma colecção para o desporto Agora Que Sou Crescido, embora a sua morte não o deixasse executá-la.

## Prémios
- Prémio Júlio César Machado (crónicas do jornal «Publico» sobre Lisboa);
- Medalha de Ouro do Concelho de Oeiras;
- Medalha de Mérito Desportivo do Ministério da Educação;
- Grau de Comendador da Ordem do Mérito a título póstumo (9 de Junho de 1993)[2].

Tem uma Avenida com o seu nome em Marvila, Lisboa.

## Obras publicadas para um público infantil / juvenil
- Ano de Publicação	Título da Obra	Colecção da Obra	Editora
- Março de 1968	  Entrevista sem entrevistado, Edição de "A Bola"
- ? O Meu Barbeiro, Editorial Polis
- 1969 Londres Sem Tamisa Ou 'O Homem Que Dormia No Chão', Série Humor nº 3, Editorial Polis
- 1976	Futebol de A a Z		Direcção Geral dos Desportos
- 1977	Bichos de Abril		Editorial Caminho
- 1979	Uma Gaivota com Óculos		Edições Alfaómega
- 1981    O Professor de Pijama Azul		Edições Ró
- 1981	A Onda Grande e Boa	Colecção Pássaro Livre	Livros Horizonte
- 1981	Era uma vez um Coelho Francês	Colecção Pássaro Livre	Livros Horizonte
- 1983	O Coelho Atleta e a sua Escola de Desporto	Colecção Pássaro Livre	Livros Horizonte
- 1984	O Senhor que não Sabia Contar Histórias	Colecção Pássaro Livre	Livros Horizonte
- 1984	Vovô Bicho		Livros Horizonte
- 1984	Sete Recados	Colecção Sete Estrelas	Livros Horizonte
- 1986	Lua Não, Muito Obrigado	Colecção Sete Estrelas	Livros Horizonte
- 1987	Sete Setas - Colecção Sete Estrelas	Livros Horizonte
- ?	Balada de Embalar		Livros Horizonte
- 1988	Certo Dia no Deserto		Livros Horizonte
- 1989	O Senhor ABC		Editorial Caminho
- 1991	Abril Futebol Clube		Vega
- 1992 Carlos Lopes; desenhos de João Fazenda
- 1993 Humberto Coelho: narrativa; il. João Fazenda
- 1994 (Edição póstuma)	João Campeão		Vega